# Открытые математические проблемы
Откры́тые (нерешённые) математи́ческие пробле́мы — задачи, которые рассматривались математиками, но до сих пор не решены. Часто имеют форму гипотез, которые предположительно верны, но нуждаются в доказательстве.
В научном мире популярна практика составления известными учёными или организациями списков открытых проблем, актуальных на текущий момент. В частности, известными списками математических проблем являются:
- Проблемы Гильберта
- Проблемы Ландау
- Проблемы тысячелетия
- Проблемы Смейла

Со временем опубликованные проблемы из такого списка могут быть решены и, таким образом, потерять статус открытых. Например, большая часть проблем Гильберта, представленных им в 1900 году, на данный момент так или иначе решены.

## Теория чисел
- Проблема Гольдбаха. Каждое ли чётное число, большее 2, можно представить в виде суммы двух простых чисел?[1]
- Проблема Варинга. Функция Харди {\displaystyle G(n)} — наименьшее {\displaystyle k} такое, что уравнение {\displaystyle x_{1}^{n}+x_{2}^{n}+\dots +x_{k}^{n}=N} разрешимо при {\displaystyle N\geqslant N_{0}(n)}. Значения этой функции известны только для {\displaystyle n} равных 2 и 4.
- Бесконечно ли множество простых чисел-близнецов?
- Гипотеза Била. Верно ли, что если {\displaystyle A^{x}+B^{y}=C^{z},} где {\displaystyle A,\;B,\;C,\;x,\;y,\;z} — натуральные и {\displaystyle x,\;y,\;z>2}, то {\displaystyle A,\;B,\;C} имеют общий простой делитель?
- Гипотеза Коллатца (гипотеза {\displaystyle 3n+1}). Верно ли, что любое натуральное число приходит к {\displaystyle 1} при повторении следующего алгоритма: Если число {\displaystyle n} является нечётным то к нему применяется формула {\displaystyle 3n+1}, в противном случае к нему применяется формула {\displaystyle n:2}?
- Гипотеза Эрдёша. Верно ли, что если сумма обратных величин для некоторого множества натуральных чисел расходится, то в этом множестве можно найти сколь угодно длинные арифметические прогрессии?
- Числа ван дер Вардена. При каком наименьшем {\displaystyle N} при любом разбиении множества {\displaystyle \{1,\;2,\;\ldots ,\;N\}} на два подмножества хотя бы одно из них будет содержать арифметическую прогрессию длиной 7?[2]
- Существует ли параллелепипед Эйлера (параллелепипед со всеми целочисленными рёбрами и лицевыми диагоналями), главная диагональ которого также имеет целую длину?[3]
- Две из четырёх гипотез Поллока.

## Геометрия
- На любой ли замкнутой кривой Жордана на плоскости можно найти 4 точки, являющиеся вершинами некоторого квадрата?[4][5]
- Существует ли такая константа {\displaystyle A}, что любое множество точек на плоскости, имеющее площадь {\displaystyle A}, обязательно содержит вершины хотя бы одного треугольника площадью 1?[6]
- Существует ли плотное множество точек на плоскости, расстояние между каждыми двумя точками которого рационально?[7]
- Существует ли треугольник с целочисленными сторонами, медианами и площадью?[8][9]
- Найдётся ли на плоскости точка, расстояние от которой до каждой из 4 вершин единичного квадрата рационально?[9][10]
- Задача о 9 кругах. Существует ли 9 кругов, таких, что каждые два пересекаются, и центр каждого круга лежит вне остальных кругов? (Время выполнения проверочного алгоритма — слишком большое).
- У любого ли выпуклого многогранника существует развёртка без самопересечений?[11]
- Даны положительные действительные числа {\displaystyle S_{0},\;\ldots ,\;S_{n}}. Какой наибольший и наименьший объём может иметь многогранник, площади граней которого равны этим числам?[источник не указан 2748 дней]
- Во сколько раз объём невыпуклого многогранника может превосходить объём выпуклого многогранника, составленного из тех же граней?[12]
- При каком минимальном {\displaystyle V} любое выпуклое тело единичного объёма можно поместить внутри какой-либо треугольной пирамиды объёма {\displaystyle V?}[13]
- Чему равно хроматическое число {\displaystyle n}-мерного евклидового пространства? Эта задача не решена даже для плоскости. Другими словами, неизвестно, какое минимальное количество цветов нужно, чтобы ими можно было раскрасить плоскость так, чтобы никакие две точки, находящиеся на единичном расстоянии друг от друга, не были выкрашены в один и тот же цвет (Проблема Нелсона — Эрдёша — Хадвигера).
- Задача Томсона. Как разместить {\displaystyle n} одинаковых заряженных точек на сфере, чтобы потенциальная энергия системы (то есть сумма попарных обратных расстояний между точками) была минимальна (задача строго решена только для {\displaystyle n=2,\;3,\;4,\;6,\;12})[14]. Сколько состояний равновесия (локальных экстремумов) существует для системы из {\displaystyle n} точек?
- Как разместить {\displaystyle n} точек на сфере, чтобы наименьшее из попарных расстояний между ними было максимальным?[15]
- Для каждой пары натуральных чисел {\displaystyle (n,\;k)} найти такое наименьшее действительное число {\displaystyle d(n,\;k)}, что любое множество единичного диаметра в {\displaystyle n}-мерном евклидовом пространстве можно разбить на {\displaystyle k} подмножеств диаметром не больше {\displaystyle d(n,\;k)}. Задача решена только в нескольких частных случаях[16][17].
- Чему равна площадь множества Мандельброта, и где на оси абсцисс расположен его центр масс? Существует оценка 1,506 591 77 ± 0,000 000 08[18].
- Задача со счастливым концом. При каком минимальном {\displaystyle m} среди любых {\displaystyle m} точек на плоскости, никакие 3 из которых не лежат на одной прямой, найдутся вершины некоторого выпуклого {\displaystyle n}-угольника, и верно ли, что {\displaystyle m=1+2^{n-2}}? Решение известно только для {\displaystyle n<7}. Результат для {\displaystyle n=6} (который оказался равен 17) получен в 2006 году с помощью компьютерного анализа.
- Какое наименьшее количество плиток может содержать множество плиток Вана, которым можно замостить плоскость только непериодически? Наименьший известный результат — 11[19].
- В любой ли многоугольной комнате с зеркальными стенами существует точка, при размещении в которой источника света вся комната окажется освещённой?[20]
- Можно ли разместить 8 точек на плоскости так, чтобы никакие 3 из них не лежали на одной прямой, никакие 4 не лежали на одной окружности и расстояние между любыми 2 точками было целым числом? Решение для 7 точек было найдено в 2007 году[21][22][23].
- Каков наибольший возможный объём выпуклой оболочки пространственной кривой длины 1?[источник не указан 2748 дней]
- Гипотеза Боннесена — Фенхеля. Какое трёхмерное тело постоянной ширины имеет наименьший объём?[24][25][26]
- Cуществует ли для каждого многоугольника и {\displaystyle \epsilon >0} такой многоугольник, все вершины которого расположены на расстоянии, меньшем чем {\displaystyle \epsilon } от соответствующих вершин начального многоугольника и все стороны и диагонали которого имеют рациональную длину?[27]

### Задачи упаковки
- Какое наибольшее количество непересекающихся окружностей единичного радиуса можно разместить на сфере радиуса {\displaystyle R}?[28]
- Чему равна сторона наименьшего квадрата, в который можно упаковать 2 единичных круга, один из которых разрешается разрезать по хорде на 2 сегмента?[29]
- Какова наименее плотная жёсткая упаковка одинаковых кругов на плоскости?[29]

### Многомерные пространства
- Чему равно контактное число в евклидовых пространствах с размерностью {\displaystyle n>4}? Эта задача решена лишь для {\displaystyle n=8} (240) и {\displaystyle n=24} (196 560)[30][31].
- Задача плотнейшей упаковки шаров в {\displaystyle n}-мерном евклидовом пространстве для {\displaystyle n>3}. Для трёхмерного пространства эта задача была решена в 1998 году: было доказано, что гипотеза Кеплера справедлива. Однако, существующее доказательство чрезвычайно велико и сложно для проверки[32]. Доказано также, что для {\displaystyle n=8} и {\displaystyle n=24} решётки кроме контактного числа реализуют также и плотнейшую упаковку шаров.
- Гипотеза Борсука. Возможно ли произвольное тело конечного единичного диаметра в n-мерном евклидовом пространстве разбить на не более чем {\displaystyle n+1} часть так, что диаметр каждой части будет меньше 1? Опровергнута для пространств размерности больше 63, доказана для пространств размерности меньше 4, для 4 ≤ n ≤ 63 проблема не решена.

## Механика
- Для каждого ли движения четырёх точек в пространстве можно выбрать такую (возможно, неинерциальную) систему отсчёта, чтобы в ней траектории всех четырёх точек оказались плоскими выпуклыми кривыми?[7]
- Верно ли, что при достаточно большом количестве движущихся точек с зацепленными траекториями (траектории называются зацепленными, если не существует гомеоморфизма пространства, при котором они попадут внутрь непересекающихся выпуклых множеств) в любой системе отсчёта траектории хотя бы двух точек окажутся зацепленными?
- Двенадцать нерешённых геометрических вопросов, связанных с задачами механики помещены в книге [33].

## Алгебра
- Обратная теорема теории Галуа. Для любой конечной группы {\displaystyle H} существует поле алгебраических чисел {\displaystyle \mathbf {F} } такое, что {\displaystyle \mathbf {F} } является расширением поля рациональных чисел {\displaystyle \mathbb {Q} } и {\displaystyle \mathrm {Gal} (\mathbf {F} /\mathbb {Q} )} изоморфна {\displaystyle H}.[источник не указан 4610 дней]
- Любая конечно заданная группа, каждый элемент которой имеет конечный порядок, — конечна. Для конечнопорождённой группы (более слабое условие) это неверно[34].
- Существует ли простая группа, которая не является трансфинитно сверхпростой?[35]
- Является ли кольцо периодов полем?
- Проблема О. Ю. Шмидта Существуют ли не квазициклические группы, все собственные подгруппы (подгруппы, отличные от единичной и всей группы) которых конечны?[36]
- Проблема Л. С. Понтрягина Пусть {\displaystyle G} — эффективная транзитивная бикомпактная группа преобразований пространства {\displaystyle \Gamma }, гомеоморфного {\displaystyle n} — мерной сфере. Существует ли такое гомеоморфное отображение пространства {\displaystyle \Gamma } на единичную сферу {\displaystyle S^{n}} евклидова {\displaystyle (n+1)} — мерного пространства, при котором группа {\displaystyle G} переходит в некоторую группу движений сферы {\displaystyle S^{n}}?[37].
- Алгебраические системы Существуют ли и каким условиям удовлетворяют в случае существования нетривиальные многообразия группоидов, колец и решёток, достижимых на классах всех группоидов, всех колец или решёток?[38].
- Алгебраические системы Существуют ли и каким условиям удовлетворяют в случае существования нетривиальные многообразия и квазимногообразия полугрупп c несколькими выделенными элементами, колец и решёток, достижимых на классе всех таких полугрупп[38].
- Существуют ли во множестве групп операции, отличные от операций прямого и свободного умножения и обладающие их основными свойствами?[39]
- Будет ли множество всех неизоморфных абелевых групп данной мощности {\displaystyle M} иметь мощность {\displaystyle {2}^{M}}?[40]
- Проблема А. И. Мальцева Существует ли такая счётная группа, что всякая счётная группа изоморфна одной из её подгрупп?[41]
- Проблема отыскания всех гиперкомплексных систем с делением не решена до конца[42].
- Несколько десятков нерешённых алгебраических задач есть в книге[43].
- Отсутствует полное описание множества общезначимых формул на алгебраических системах. Неизвестно, замкнуто ли множество {\displaystyle S} относительно дополнения в множестве {\displaystyle \omega }[44]
- Формулировки {\displaystyle 50} нерешённых проблем теории бесконечных абелевых групп приведены в книге[45]

### Коуровская тетрадь
Представляет собой всемирно известный сборник нескольких тысяч нерешённых задач в области теории групп. Издаётся с 1965 года с периодичностью в 2—4 года. Выпускается на русском и английском языках.

### Днестровская тетрадь
Представляет собой сборник нескольких сотен нерешённых задач теории колец и модулей.

### Свердловская тетрадь
Представляет собой сборник нерешённых задач теории полугрупп.

### Эрлагольская тетрадь
Представляет собой сборник нерешённых задач алгебры и теории моделей.

## Анализ
- Гипотеза Римана. Все ли нетривиальные нули дзета-функции лежат на прямой {\displaystyle \mathrm {Re} (z)=1/2}?[53]
- Чему равна постоянная Миллса? Существующие методы вычисления опираются на ещё недоказанную гипотезу Римана.
- До сих пор ничего не известно о нормальности таких чисел, как {\displaystyle \pi } и {\displaystyle e}; неизвестно даже, какие из цифр 0—9 встречаются в десятичном представлении числа {\displaystyle \pi } бесконечное количество раз.
- Является ли всякое иррациональное алгебраическое число нормальным?[54]
- Является ли {\displaystyle \ln 2} нормальным числом?[55]
- Не известно ни одного числа, для которого было бы доказано, что среднее геометрическое членов его разложения в непрерывную дробь стремится к постоянной Хинчина (кроме тех, что созданы искусственно[56]), хотя и доказано, что этим свойством обладают почти все действительные числа. Предполагается, что этим свойством должны обладать числа {\displaystyle \pi }, Постоянная Эйлера — Маскерони, сама постоянная Хинчина и многие другие математические константы.
- Сходятся ли ряды {\displaystyle \sum _{n=1}^{\infty }{\frac {1}{n^{3}\sin ^{2}n}}} и {\displaystyle \sum _{n=1}^{\infty }{\frac {1}{n^{3}\cos ^{2}n}}?}[57] Оба ряда имеют спорадически маленькие значения в знаменателях, но первый ряд гипотетически сходится около 30,31, а второй — около 43.
- Гипотеза Бреннана. Пусть W — односвязное открытое подмножество {\displaystyle \mathbb {C} } как минимум с двумя граничными точками на полной плоскости комплексного пространства[58]. Пусть {\displaystyle \varphi } — конформное отображение W в открытый единичный диск. Гипотеза Бреннана утверждает, что

{\displaystyle \int _{W}|\varphi \ '|^{p}\,\mathrm {d} x\,\mathrm {d} y<\infty } при {\displaystyle 4/3<p<4}.
Бреннан доказал результат при {\displaystyle 4/3<p<p_{0}} для некоторой константы {\displaystyle p_{0}>3}. Бертилсон доказал в 1999 году, что гипотеза верна при {\displaystyle 4/3<p<3,422}, но гипотеза в целом остаётся открытой.

### Вопросы иррациональности
- Неизвестна мера иррациональности ни для одного из следующих чисел: постоянная Эйлера — Маскерони, постоянная Каталана, постоянная Бруна, постоянная Миллса, постоянная Хинчина, числа {\displaystyle \pi +e,\pi -e,\pi \cdot e,{\frac {\pi }{e}},\pi ^{e},\pi ^{\sqrt {2}},\ln \pi ,\pi ^{\pi },e^{\pi ^{2}},2^{e},e^{e},e^{e^{e}}.} Ни для одного из них не известно даже, является ли оно рациональным числом, алгебраическим иррациональным или трансцендентным числом[62][63][64][65][66][67].
- Неизвестно, являются ли {\displaystyle \pi } и {\displaystyle e} алгебраически независимыми.
- Неизвестно, являются ли {\displaystyle {^{n}\pi }} или {\displaystyle {^{n}e}} целыми числами при каком-либо положительном целом {\displaystyle n} (см. тетрация). Неизвестно даже, является ли {\displaystyle {^{4}\pi }=\pi ^{\pi ^{\pi ^{\pi }}}} целым (это число имеет свыше 1017 цифр целой части, и прямое вычисление невозможно).
- Неизвестно, может ли {\displaystyle {^{n}q}} быть целым, если {\displaystyle n} — положительное целое число, а {\displaystyle q} — положительное рациональное, но не целое число (в частных случаях {\displaystyle n=1,\,2,\,3} ответ отрицателен)[68].
- Неизвестно, является ли положительный корень уравнения {\displaystyle {^{3}x}=2,\,x=1{,}476\;684\;33\dots } алгебраическим или трансцендентным числом (хотя известно, что он иррационален).
- Неизвестно, является ли положительный корень уравнения {\displaystyle {^{4}x}=2,\,x=1{,}446\;601\;43\dots } рациональным, алгебраическим иррациональным или трансцендентным числом. Аналогичная проблема для тетрации любой большей высоты из любого числа, большего 1, также открыта.
- Неизвестна точная мера иррациональности для каждого из следующих иррациональных чисел: {\displaystyle \pi ,\pi ^{2},\ln 2,\ln 3,\zeta (3)}[69].
- Трансцендентны ли значения дзета-функции Римана {\displaystyle \zeta (2n+1)} для всех натуральных {\displaystyle n}?
- Трансцендентны ли значения гамма-функции {\displaystyle \Gamma (1/n)} для всех целых {\displaystyle n>1}? Известно, что Γ(1/2), Γ(1/3),[70] Γ(1/4),[71] и Γ(1/6) трансцендентны.[71]
- Трансцендентны ли постоянные Фейгенбаума?
- Трансцендентна ли постоянная Пелля?[72]
- Всякая ли бесконечная непериодическая непрерывная дробь с ограниченными членами — трансцендентна?
- Список из нескольких нерешённых задач, связанных с гипотезой Малера, есть в книге[73].

## Комбинаторика
- Существование матрицы Адамара порядка, кратного 4.
- Существование конечной проективной плоскости натурального порядка, не являющегося степенью простого числа.
- Гипотеза Эрдёша — Реньи. Если {\displaystyle k} — фиксированное целое число {\displaystyle k\geqslant 3}, то {\displaystyle \liminf(\mathrm {per} \,(A))^{\frac {1}{n}}>{1}} для {\displaystyle A} из {\displaystyle \Lambda _{n}^{k}}. Здесь {\displaystyle \mathrm {per} \,(A)} — перманент матрицы {\displaystyle A}, {\displaystyle \Lambda _{n}^{k}} — множество всех {\displaystyle (0,\;1)} — матриц порядка {\displaystyle n} c {\displaystyle k} единицами в каждой строке и каждом столбце[74].
- Числа Рамсея {\displaystyle N(q_{1},q_{2},...,q_{t};r)} для случая {\displaystyle t>2} почти неизучены[75].
- Задача нахождения минимума перманента дважды стохастической матрицы в общем случае не решена[76].
- Не известны необходимые и достаточные условия, при которых существует общая трансверсаль для трёх семейств подмножеств[77].
- Задача о числе монотонных булевых функций от {\displaystyle n} аргументов[78].

## Комбинаторная геометрия
- Гипотеза Хадвигера (комбинаторная геометрия) — всякое ли выпуклое тело в {\displaystyle n}-мерном евклидовом пространстве может быть покрыто {\displaystyle 2^{n}} меньшими гомотетичными ему телами?[79]
- Список из {\displaystyle 17} нерешённых проблем комбинаторной геометрии есть в книге[80].
- Несколько десятков нерешённых задач комбинаторной геометрии есть в книге[81].

## Теория графов
- Гипотеза Каццетты — Хаггвиста — ориентированный граф, имеющий {\displaystyle n} вершин, из каждой вершины которого выходит не менее {\displaystyle m} рёбер, имеет замкнутый контур длиной не более {\displaystyle \left\lceil {\frac {n}{m}}\right\rceil }[82].
- Гипотеза Хадвигера (теория графов) — каждый {\displaystyle n}-хроматический граф стягиваем к полному графу {\displaystyle K_{n}}[83].
- Гипотеза Улама:[84]
  - а) всякий граф более чем с двумя вершинами однозначно определяется набором графов, где каждый граф из набора получен удалением одной из вершин исходного графа;
  - б) всякий граф более чем с тремя вершинами однозначно определяется множеством графов, где каждый граф из множества получен удалением одной из вершин исходного графа.
- Гипотеза Харари (слабая форма гипотезы Улама) — если граф имеет более трёх рёбер, то его можно однозначно восстановить по подграфам, полученным удалением единственного ребра[84].
- В любом кубическом графе можно выбрать 6 1-факторов так, чтобы каждое ребро принадлежало ровно двум из них.
- Гипотеза Рамачандрана — любой орграф {\displaystyle N}-реконструируем[85].
- Гипотеза о восстановлении — если заданы классы изоморфизма всех {\displaystyle k} примарных подграфов некоторого графа, то при {\displaystyle k\geqslant 3} класс изоморфизма этого графа определяется однозначно[86].
- Гипотеза Конвея о трекле — в любом трекле (сеть, в котором каждые два ребра имеют общую точку) число линий меньше или равно числу точек[87].
- Гипотеза Рингеля — Коцига — все деревья являются грациозными.
- Гипотеза о двойном покрытии циклами — для любого графа без мостов существует мультимножество простых циклов, покрывающих каждое ребро графа в точности два раза.
- Проблема Кёнига — какие условия необходимы и достаточны, чтобы для заданной на множестве {\displaystyle V} группы подстановок {\displaystyle \Gamma } существовал такой граф {\displaystyle G} с множеством вершин {\displaystyle V}, что {\displaystyle AutG=\Gamma }[88]
- Большое количество нерешённых проблем теории графов есть в статье[89].
- Гипотеза Барнетта — любой бикубический полиэдральный граф является гамильтоновым.
- Неизвестно значение поискового числа графа в общем случае.

## Теория узлов
- Существует ли нетривиальный узел, полином Джонса которого является таким же, как и у тривиального узла?
- Чему равно количество простых узлов с {\displaystyle n} двойными точками для {\displaystyle n>19}? Является ли эта последовательность строго возрастающей?[90] Значения для {\displaystyle n<20} даёт последовательность A002863 в OEIS.

## Теория алгоритмов

### Вопросы алгоритмической разрешимости
- Аналог 10-й проблемы Гильберта для уравнений степени 3: существует ли алгоритм, позволяющий по любому диофантовому уравнению степени 3 определить, имеет ли оно решения?
- Аналог 10-й проблемы Гильберта для уравнений в рациональных числах. Как узнать по произвольному диофантову уравнению, разрешимо ли оно в рациональных (не обязательно целых) числах и можно ли это узнать вообще (то есть возможен ли соответствующий алгоритм)?[91][92][93]
- Алгоритмическая разрешимость проблемы умирающей матрицы для матриц порядка 2. Существует ли алгоритм, позволяющий для данного конечного множества квадратных матриц {\displaystyle 2\times 2} определить, существует ли произведение всех или некоторых из этих матриц (возможно, с повторениями) в каком-либо порядке, дающее нулевую матрицу[94].
- Расширение класса выражений, для которых известен алгоритм, определяющий, равно ли выражение нулю (Проблема констант[англ.]). Для каких классов выражений эта задача алгоритмически неразрешима?
- Существует ли алгоритм, позволяющий узнать по целочисленной матрице, существует ли её степень, имеющая нуль в правом верхнем углу?[93]
- Вопрос равенства двух элементов кольца периодов. Существует ли алгоритм, позволяющий по двум заданным полиномиальным системам неравенств на конечное число переменных с рациональными коэффициентами определить, одинаковую ли площадь имеют ограниченные ими области в {\displaystyle {\mathbb {R} }^{n}}?

### Теория сложности вычислений
- P = NP?
- VP = VNP?[95]
- P = BPP?[96]
- NP = co-NP?[96]
- Является ли задача изоморфизма графов {\displaystyle \mathrm {NP} }-полной?[97]
- Принадлежит ли задача нахождения простого множителя натурального числа к классу P?
- Принадлежит ли задача распознавания тривиального узла к классу P?
- Определить точную нижнюю границу сложности алгоритма умножения целых чисел. Из известных алгоритмов наименьшую сложность имеет алгоритм Мартина Фюрера, выполняющийся за {\displaystyle n\log n\,2^{O(\log ^{*}n)}}, где {\displaystyle \log ^{*}} — итерированный логарифм.
- Определить точную нижнюю границу сложности алгоритма умножения матриц. Из известных алгоритмов наименьшую сложность имеет алгоритм Копперсмита — Винограда, работающий за {\displaystyle O(n^{2{,}3728639}).}[98] Но показатель должен быть не менее 2 (потому что матрица размером {\displaystyle n\times n} имеет {\displaystyle n^{2}} значений внутри, и все они должны быть прочитаны по меньшей мере один раз, чтобы высчитать точный результат).
- Неизвестны нетривиальные нижние и верхние оценки алгебраической сложности частичных сумм разложения функций в ряд {\displaystyle e^{x}\sim 1+x+{\frac {x^{2}}{2}}+\ldots +{\frac {x^{n}}{n!}}} и {\displaystyle \ln(1-x)\sim -x-{\frac {x^{2}}{2}}-\ldots -{\frac {x^{n}}{n}}}[99]
- Можно ли доказать нижнюю оценку алгебраической сложности для какого-нибудь конкретного бесконечного полинома?[99]

### Другие проблемы теории алгоритмов
- Проблема «усердного бобра»[100]. Сколько ходов может продержаться (незацикливающаяся) машина Тьюринга с {\displaystyle n} состояниями и алфавитом {\displaystyle \{0,\;1,\;2,\;...,\;m\}} на заполненной нулями ленте? Сколько ненулевых символов она напечатает? Известно, что нет алгоритма (а значит, и рекурсивно аксиоматизируемой формальной теории), который может решить этот вопрос для всех {\displaystyle n}, что обе функции растут быстрее любой вычислимой функции, и пока известны только значения для {\displaystyle n<6}[101].
- Существует ли алгоритм, распознающий для любых двух трёхмерных многообразий, заданных своими триангуляциями, гомеоморфны ли они?[93]
- Существует ли алгоритм, распознающий по произвольной позиции игры «Жизнь», «вымрет» ли она (станут ли в итоге все клетки пустыми)?[93]
- Существует ли теорема о полноте для решётки Мучника?[93]
- Существует ли алгоритм, определяющий разрешимость и арифметичность множества реализуемых и множества неопровержимых пропозициональных формул?[93]
- Существуют ли в обычных алгебраических системах алгебраически корректные массовые проблемы различной сложности?[93]
- Существует ли алгебраическая система, для которой равномерная эквивалентность отличается от программной или программная от проблемной?[93]
- Восемь нерешенных задач теории алгоритмов сформулировано в книге[102].

## Аксиоматическая теория множеств
- В настоящее время наиболее распространённой аксиоматической теорией множеств является ZFC — теория Цермело — Френкеля с аксиомой выбора. Вопрос о непротиворечивости этой теории (а тем более — о существовании модели для неё) остаётся нерешённым.
- Проблема Скулема. Рассмотрим множество {\displaystyle S} функций одного натурального переменного {\displaystyle n}, построенных из термов {\displaystyle 1,n} и замкнутых относительно сложения, умножения и возведения в степень. Для функций {\displaystyle f,\;g} из этого множества будем писать {\displaystyle f\preccurlyeq g}, если {\displaystyle f(n)\leqslant g(n)} выполняется для всех достаточно больших {\displaystyle n}. Известно, что отношение {\displaystyle \preccurlyeq } вполне упорядочивает множество {\displaystyle S}. Какой ординал соответствует этому упорядочению? (Известно, что он не меньше чем {\displaystyle \varepsilon _{0}} и не больше чем первый критический ординал (ординал Кантора) {\displaystyle \zeta _{0}=\varepsilon _{\varepsilon _{\varepsilon _{\cdot _{\cdot _{\cdot }}}}}})[103][104] Аналогичные вопросы возникают при добавлении в множество разрешённых операторов дополненная тетрации, пентации и гипероператоров более высоких порядков (проблема Скулема, дополненная только тетрацией, была решена в 2010 году)[105][106].
- Существует ли линейно упорядоченное множество с порядковым типом {\displaystyle \alpha }, удовлетворяющим условиям {\displaystyle \alpha \neq \alpha ^{2}} и {\displaystyle \alpha =\alpha ^{3}}?[107]
- В теории множеств Цермело — Френкеля без аксиомы выбора неизвестно, существуют ли регулярные кардиналы {\displaystyle \aleph _{\alpha }}, большие {\displaystyle \aleph _{0}} [108].
- Проблема сингулярных кардиналов. Для каких функций {\displaystyle G(k)} существует модель Цермело — Френкеля, в которой {\displaystyle k^{cf(k)}=G(k)} для всех кардиналов {\displaystyle k}[109].
- Верно ли, что если непротиворечива система аксиом Цермело — Френкеля вместе с аксиомой выбора, то непротиворечива система аксиом Цермело — Френкеля, принцип зависимого выбора и каждое множество действительных чисел есть измеримое по Лебегу множество?[110]
- Не приведёт ли к противоречию предположение существования таких кардинальных чисел {\displaystyle {\mathfrak {m}}>\aleph _{0}}, что декартово произведение m-компактных пространств всегда m-компактно. Неизвестно также, совпадало бы наименьшее из этих чисел с наименьшим измеримым числом или нет[111].
- По проблеме континуума известны лишь теорема Гёделя (континуум-гипотеза не может быть опровергнута на основе аксиом арифметики и теории множеств) и теорема Коэна (континуум-гипотеза не может быть доказана на основе аксиом арифметики и теории множеств). Законченная теория по проблеме континуума отсутствует.[112]
- Проблема континуума разрешима в языке второго порядка теории множеств, но её решение там неизвестно.[112]
- Неизвестно доказательство непротиворечивости евклидовой геометрии[113]
- Неизвестно доказательство непротиворечивости системы действительных чисел[114]
- Существуют ли измеримые кардинальные числа?[115]

## Теория доказательств
- Какое самое короткое неразрешимое утверждение существует в арифметике Пеано?[116] Неразрешимое утверждение теории — это утверждение, которое невозможно ни доказать, ни опровергнуть в данной теории. Доказательства теорем Гёделя демонстрируют, как можно строить такие утверждения, но получающиеся утверждения оказываются весьма значительного размера, будучи записанными на формальном языке арифметики.
- Формулировки шести нерешённых задач теории доказательств есть в книге[117]

## Вычислительная математика
- Определить предельный уровень аппроксимации {\displaystyle n}-стадийного метода Рунге — Кутты (одностадийный = метод Эйлера = {\displaystyle O(h)}, двухстадийный = модифицированный метод Эйлера = {\displaystyle O(h^{2})}, четырёхстадийный = классический метод Рунге — Кутты = {\displaystyle O(h^{4})}, пятистадийный = метод Фельберга[англ.] = тоже {\displaystyle O(h^{4})}).

## Дифференциальные уравнения
- Неизвестно точное решение уравнения ван дер Поля (оно же осциллятор ван дер Поля):[118][119]

{\displaystyle {\ddot {x}}-\lambda (1-x^{2}){\dot {x}}+\omega ^{2}x=0}
- Неизвестно точное решение уравнения Матьё [120]

{\displaystyle {\ddot {x}}+\omega ^{2}x=-\mu x\cos 2t}
- Гипотеза Абловица — Рамани — Сегура. Все обыкновенные дифференциальные уравнения, полученные из полностью интегрируемых дифференциальных уравнений в частных производных, обладают свойством Пенлеве (положение любой алгебраической, логарифмической или существенной особенности решений уравнения не зависит от начальных условий, от произвольных констант интегрирования зависит только положение полюсов)[121].
- Имеет ли гамильтонова система, интегрируемая по Лиувиллю, эквивалентную формулировку с помощью лаксовой пары, и если имеет, то как её построить?[122]
- Отсутствует общая теория дифференциальных уравнений в частных производных смешанного типа [123].

## Теория вероятностей
- Неизвестны необходимые и достаточные условия принадлежности безгранично делимого закона распределения случайной величины в одномерном и многомерном случаях к классу законов, не имеющих неразложимых компонент[124].
- Неизвестна точная аналитическая формула для вероятностного распределения площадей фигур, определяемых случайными прямыми на плоскости[125].
- Проблема Кантелли: пусть {\displaystyle \xi } и {\displaystyle \eta } — независимые случайные величины, имеющие нормальное распределение {\displaystyle N(0,1)}. {\displaystyle f(x)} — измеримая неотрицательная функция. Известно, что случайная величина {\displaystyle \xi +f(\xi )\eta } имеет нормальное распределение. Следует ли отсюда, что {\displaystyle f(x)} почти всюду постоянна?[126]
- Неизвестны многомерные обобщения теоремы Титчмарша — Пойи[127].
- По-видимому, существуют более широкие условия, при которых необходимы определенные ограничения на случайные величины в схеме серий произвольных независимых случайных величин для сходимости в среднем закона больших чисел[128].
- Неизвестно точное значение константы в неравенстве Берри — Эссеена[129].
- Все устойчивые распределения имеют сколь угодно раз дифференцируемые плотности, но явный вид этих плотностей известен лишь для немногих законов[130].

## Уравнения математической физики
- Отсутствует строгое математическое обоснование метода континуального интегрирования в квантовой теории поля[131][132].
- Континуальные интегралы удаётся вычислить только для случая гауссовых квадратур. В общем случае способ вычисления континуальных интегралов неизвестен[133][132].
- Неизвестно точное решение уравнения Шрёдингера для многоэлектронных атомов[134].
- В квантовой механике при решении задачи о рассеянии двух пучков на одном препятствии сечение рассеяния получается бесконечно большим[135]
- Уравнения Навье — Стокса. Существует ли гладкое решение уравнения Навье-Стокса в трёхмерном случае, начиная с заданного момента времени?[136]
- Уравнение Эйлера. Существует ли гладкое решение уравнения Эйлера в трёхмерном случае, начиная с заданного момента времени?[137]
- В гидродинамике есть сотни нерешённых задач[138].
- Отсутствует законченная теория, объясняющая происхождение и эволюцию магнитного поля Земли[139].
- Гипотеза Йоргенса Пусть {\displaystyle M\subset R^{n}} — открытое множество, дополнение которого имеет меру нуль. Пусть {\displaystyle V} и {\displaystyle W} непрерывны на {\displaystyle M} и оператор Шрёдингера {\displaystyle -\Delta +V} ограничен снизу и самосопряжён в существенном на {\displaystyle C_{0}^{\infty }(M)}. Если {\displaystyle W\geqslant V}, то {\displaystyle -\Delta +W} также самосопряжён в существенном на {\displaystyle C_{0}^{\infty }(M)}[140][141].
- Можно ли обобщить систему аксиом Хаага — Кастлера путём использования вместо принципа инвариантности относительно группы Пуанкаре принципа общей ковариантности?[132]
- Квантование полей Янга — Миллса[142].
- Неизвестна точная формула для вычисления постоянной Маделунга[143].
- Неизвестно точное решение задачи Изинга в трёхмерном случае[144].
- Неизвестны точные формулы для силы отталкивания между остатками атомов в ионном кристалле[145].
- Неизвестно доказательство принципа космической цензуры, а также точная формулировка условий, при которых он выполняется[146].
- Отсутствует полная и законченная теория магнитосферы чёрных дыр[147].
- Неизвестна точная формула для вычисления числа различных состояний системы, коллапс которой приводит к возникновению чёрной дыры с заданными массой, моментом количества движения и зарядом[148].
- Неизвестно доказательство в общем случае «теоремы об отсутствии волос» у чёрной дыры[149].
- Отсутствует общая теория корректных краевых условий для обобщённых дифференциальных операторов с переменными коэффициентами[150].
- Неизвестно общее доказательство, что ряд теории возмущений для электронов в зоне проводимости металлов сходится[151].
- Не удаётся удовлетворительно рассчитать эффективную массу электронов при движении в магнитном поле в металлах по Ферми-поверхности[152] и для электронной теплоёмкости[153].
- Неизвестен метод расчёта структурных факторов для жидких металлов[154].
- Существуют ли дифференциальные уравнения в частных производных, отличные от обычного волнового уравнения, но решения которых удовлетворяют принципу Гюйгенса?[155]
- Основная проблема аксиоматической квантовой теории поля. Неизвестна теория, удовлетворяющая всем аксиомам аксиоматической квантовой теории поля и описывающая взаимодействующие поля и нетривиальную матрицу рассеяния[156].
- Неизвестно описание класса обобщённых функций {\displaystyle F_{4}}, удовлетворяющих условию для двухточечной функции Уайтмана[157]:{\displaystyle \int \int \int f(x_{2},x_{1})f(x_{3},x_{4})F_{4}(x_{1}-x_{2},x_{2}-x_{3},x_{3}-x_{4})\prod _{i=1}^{4}d^{4}x_{i}\geqslant 0}.
- Неизвестно доказательство эргодической гипотезы для произвольных динамических систем[158].
- Неизвестно решение задачи сращивания решений уравнения Больцмана по обе стороны от ударного слоя по теории Чепмена-Энскога[159].
- Необходимые и достаточные условия устойчивости равновесия консервативной системы до сих пор не найдены[160].
- Неизвестен способ последовательного проведения перенормировочной процедуры, основанной на инвариантной регуляризации, при операторном подходе к квантованию гравитационного поля[161].

## Теория игр
- Отсутствует общая математическая теория игр, проводимых на пространстве функций (поскольку мощность множества действительных функций существенно превышает мощность континуума)[162].
- Отсутствует общая математическая теория псевдоигр (конфликтных ситуаций, не являющихся играми)[162].
- Отсутствует общая математическая теория некооперативных игр {\displaystyle n} лиц для {\displaystyle n>2}[162].
- Формулировки {\displaystyle 8} нерешённых проблем теории игр есть в книге [163].
- Не решена задача построения алгоритмов обучения решению игр, когда элементы платёжной матрицы не постоянны, а представляют собой случайные величины, либо неизвестны (игра вслепую)[164].

## Теория представлений групп
- Гипотеза Ленглендса. Любое неприводимое представление вещественной полупростой группы Ли {\displaystyle G}, входящее в дискретную часть разложения регулярного представления, реализуется в пространстве {\displaystyle L^{2}} — когомологий подходящего пучка на пространстве {\displaystyle X=G/H}, где {\displaystyle H} — компактная картановская подгруппа в {\displaystyle G}[165].

## Общая топология
- Задача Даукера. Определить, является ли каждое нормальное хаусдорфово пространство счётно паракомпактным[166].
- Список из {\displaystyle 13} нерешённых проблем теоретико-множественной топологии есть в статье[167].
- Неизвестна мощность множеств, дополнительных к {\displaystyle A}-множествам, даже в одномерном случае[168].
- Выполняется ли для бикомпактов основная теорема теории размерностей: индуктивная размерность (размерность по Урысону) равна размерности, определённой с помощью покрытий?[169]
- Гипотеза Менгера Рассмотрим класс всех подмножеств некоторого евклидового пространства {\displaystyle R^{n}} или класс всех сепарабельных метрических пространств {\displaystyle Q}. Неизвестно, выполняется ли условие для когомологических размерностей: для каждого {\displaystyle X\in Q} существует такой компакт {\displaystyle {\bar {X}}\in Q} что {\displaystyle d({\bar {X}})=d(X)}, где {\displaystyle d(X)=dim_{G}X}.[170]
- Несколько десятков нерешённых вопросов по теории ретрактов есть в книге[171].
- Несколько нерешённых проблем четырёхмерной топологии есть в книге[172].

## Линейная алгебра
- Проблема Фреше о максимуме определителя Найти максимум определителя {\displaystyle \Delta _{n}=\det \|\varepsilon _{ij}\|\ (i,\;j=1,\;2,\;\ldots ,\;n),} где все {\displaystyle \varepsilon _{ij}} равны {\displaystyle \pm 1}. Известны лишь оценки {\displaystyle {\sqrt {n!}}\leqslant \max \mid \Delta _{n}\mid \leqslant n^{\frac {n}{2}}}[173].

## Теория случайных процессов
- Задача определения закона распределения {\displaystyle p(n,\;T)} числа выбросов случайного процесса в общем случае не имеет законченного и компактного решения[174].
- Задача определения закона распределения абсолютных максимумов случайного процесса решена только для марковских процессов. Для остальных процессов точное решение неизвестно[175].
- Пусть частица блуждает в пространстве {\displaystyle Z^{n}}: выходит из {\displaystyle 0} и в дискретные моменты времени {\displaystyle 1,2,...} совершает с вероятностью {\displaystyle p={\frac {1}{2^{n}}}} единичный скачок в одну из {\displaystyle 2^{n}} соседних точек. Какова вероятность того, что после {\displaystyle k} шагов траектория частицы ни разу не пересекала себя? Каково математическое ожидание расстояния конца несамопересекающейся траектории от начала координат?[176]
- Проблема Колмогорова: Имеется семейство {\displaystyle f_{j}(\lambda _{1},\lambda _{2},...,\lambda _{j-1}),j\in \left\{2,3,...,k\right\}} (в общем случае комплекснозначных) интегрируемых функций. Какие условия (эффективно проверяемые) необходимо наложить на эти функции, чтобы для некоторого случайного поля {\displaystyle \xi (t)\in D^{(k)}} при {\displaystyle t\in R^{n},\lambda _{j}\in R^{n},i={\bar {1,j-1}}} или при {\displaystyle t\in Z^{n},\lambda _{i}\in \left[-\pi ,\pi \right],i={\bar {1,j-1}}} эти функции были спектральными плотностями {\displaystyle j}-го порядка, {\displaystyle j\in \left\{2,3,...,k\right\}}?[177]

## Функциональный анализ
- Список из 22 нерешённых задач теории операторов в банаховом пространстве есть в книге[178].
- Список из 6 нерешённых задач теории эллиптических операторов в комплексных аналитических многообразиях есть в книге[179].
- Существует ли в каждом банаховом пространстве бесконечномерное подпространство с безусловным базисом?[180]
- В книге сформулированы {\displaystyle 30} нерешённых проблем функционального анализа[181].
- Возможно ли обобщить теорему Коши-Ковалевской на уравнения в частных функциональных производных?[182]

## Теория динамических систем
- Неизвестно, является ли система из двух и более твёрдых бильярдных шаров К-потоком при несингулярных взаимодействиях[183].
- Существует ли универсальный сценарий перехода динамических систем к хаосу? [184]
- Возможно ли описание процесса усложнения хаоса в терминах бифуркаций? [184]

## Риманова геометрия
- Проблема Хопфа Существует ли на дифференцируемом многообразии {\displaystyle S^{2}\times S^{2}} риманова метрика положительной кривизны?[185].

## Исследование операций
- Не существует комбинаторного метода решения целочисленных задач линейного программирования с полиномиальной (в отличие от экспоненциальной) оценкой трудоёмкости?[186].
- Отсутствует общая теория алгоритмических методов оптимизации, позволяющая обеспечить ускорение сходимости и выбор шага итерации в общем случае многошаговых алгоритмов[187].
- Неизвестны условия сходимости почти наверное в область для многошаговых алгоритмов адаптации и обучения[188].
- Неизвестны правила определения момента установления стационарности алгоритма адаптации и обучения[188].
- Неизвестны оценки зависимости точности аппроксимации от числа функций и оценки времени обучения для алгоритмов опознавания[189].
- Неизвестны общие способы получения несмещённых оценок при заданном критерии оптимальности в задачах идентификации[190].
- Неизвестны общие правила выбора системы функций в задачах фильтрации[191].
- Неисследована связь между скоростью изменения внешних воздействий и длительностью процесса адаптации фильтра[191].
- Неизвестны способы использования априорной информации о распределениях случайных величин для построения адаптивных фильтров[191].
- Неизвестен способ применения адаптивного подхода при ускоренных испытаниях на надёжность[192].
- Отсутствует общая теория сетевого планирования с применением адаптивного подхода при недостаточной априорной информации[193].
- Можно ли произвольную вероятностно-операторную меру реализовать посредством некоторого физического прибора?[194]
- Неизвестны методы решения оптимизационых уравнений квантовой теории принятия решений и оценивания[195].
- Каким образом точность оценок зависит от числа наблюдений в квантовой теории оценивания?[195]
- Список из {\displaystyle 20} нерешённых проблем теории адаптивных и обучающихся систем есть в статье[196]

## Алгебраическая геометрия
- Список из восьми нерешённых проблем алгебраической геометрии есть в книге[197].
- Гипотеза Бёрча — Свиннертон-Дайера. При каких условиях диофантовы уравнения в виде алгебраических уравнений имеют решения в целых и рациональных числах?[198]
- Гипотеза Нагаты о кривых. Найти минимальную степень плоской алгебраической кривой, необходимую для прохождения её через набор очень общих точек с заданными кратностями.
- Гипотеза Ходжа. Пусть {\displaystyle H^{2k}(X,\mathbb {Q} )\cap H^{k,k}(X)} — группа классов Ходжа. Тогда на любом невырожденном проективном комплексном алгебраическом многообразии любой класс Ходжа представляет собой рациональную линейную комбинацию классов алгебраических циклов[199].

## Теория автоматов
- Можно ли формализовать математически способность к самовоспроизведению сотообразных структур?[200]
- Неизвестен способ определения, насколько сложной должна быть система (например, молекула), образованная из частей, для того, чтобы быть способной к самовоспроизведению и эволюции с усложнением потомства?[200]
- Может ли сотообразная структура иметь самовоспроизводящиеся конфигурации, но не иметь стираемых конфигураций?[201]
- Каким способом можно добиться, чтобы машины осуществляли самовоспроизведение не последовательно, а параллельно?[201]

## Вариационное исчисление
- Формулировки более {\displaystyle 20} нерешённых проблем вариационного исчисления, связанных с вариациями множеств и функций, приведены в книге[202].

## Многомерный комплексный анализ
- Перечисление {\displaystyle 9} нерешённых задач многомерного комплексного анализа есть в книге[203].
- Формулировки {\displaystyle 34} нерешённых задач многомерного комплексного анализа с краткими комментариями есть в книге[204].

## Оптимальное управление
- Подробное обсуждение {\displaystyle 12} нерешённых проблем теории оптимального управления есть в книге[205].
- Список {\displaystyle 80} нерешённых задач оптимального управления сингулярными системами с распределенными параметрами есть в книге[206].